# Spring Valley Village
Spring Valley Village è un centro abitato degli Stati Uniti d'America situato nella contea di Harris dello Stato del Texas.
La popolazione era di 3.715 persone al censimento del 2010.

## Geografia fisica
Spring Valley Village è situata a 29°47′23″N 95°30′17″W (29.789727, -95.504774).
Secondo lo United States Census Bureau, ha un'area totale di 1,3 miglia quadrate (3,4 km²).

## Società

### Evoluzione demografica
Secondo il censimento del 2000, c'erano 3.611 persone, 1.365 nuclei familiari e 1.079 famiglie residenti nella città. La densità di popolazione era di 2.755,0 persone per miglio quadrato (1.064,3/km²). C'erano 1.410 unità abitative a una densità media di 1.075,7 per miglio quadrato (415,6/km²). La composizione etnica della città era formata dal 94,79% di bianchi, lo 0,33% di afroamericani, lo 0,50% di nativi americani, il 2,96% di asiatici, lo 0,03% di isolani del Pacifico, lo 0,69% di altre razze, e lo 0,69% di due o più etnie. Ispanici o latinos di qualunque razza erano il 4,32% della popolazione.
C'erano 1.365 nuclei familiari di cui il 39,6% aveva figli di età inferiore ai 18 anni, il 70,4% aveva coppie sposate conviventi, il 7,1% aveva un capofamiglia femmina senza marito, e il 20,9% erano non-famiglie. Il 18,8% di tutti i nuclei familiari erano individuali e l'8,4% aveva componenti con un'età di 65 anni o più che vivevano da soli. Il numero di componenti medio di un nucleo familiare era di 2,65 e quello di una famiglia era di 3,03.
La popolazione era composta dal 28,2% di persone sotto i 18 anni, il 2,4% di persone dai 18 ai 24 anni, il 28,8% di persone dai 25 ai 44 anni, il 26,9% di persone dai 45 ai 64 anni, e il 13,7% di persone di 65 anni o più. L'età media era di 41 anni. Per ogni 100 femmine c'erano 95,2 maschi. Per ogni 100 femmine dai 18 anni in giù, c'erano 91,9 maschi.
Il reddito medio di un nucleo familiare era di 96.392 dollari e quello di una famiglia era di 109.020 dollari. I maschi avevano un reddito medio di 86.963 dollari contro i 45.977 dollari delle femmine. Il reddito pro capite era di 44.912 dollari. Circa l'1,8% delle famiglie e il 2,7% della popolazione erano sotto la soglia di povertà, incluso il 3,0% di persone sotto i 18 anni e l'1,6% di persone di 65 anni o più.